# Alepidea
Alepidea là chi thực vật có hoa trong họ Apiaceae.